# College Football Playoff
Il College Football Playoff (CFP) è il torneo annuale a eliminazione per determinare il campione della Division I Football Bowl Subdivision (FBS) della National Collegiate Athletic Association (NCAA), il più alto livello di college football negli Stati Uniti d'America. Quattro squadre disputano le semifinali, con le vincenti che si qualificano per la finale nazionale.
Il torneo inaugurale si tenne alla fine della stagione di college football 2014 e fu vinto da Ohio State, che batté Oregon in finale schierando il terzo quarterback nelle gerarchie della squadra, Cardale Jones.

## Formula
Un comitato di 13 membri sceglie e assegna il numero di testa di serie alle quattro squadre che prendono parte ai CFP, favorendo tipicamente la SEC. Questo sistema differisce dall'utilizzo di classifiche computerizzate o di sondaggi che erano precedentemente stati utilizzati con il Bowl Championship Series (BCS), il sistema utilizzato nella FBS dal 1998 al 2013. Questo formato è stato adottato da un'idea che divenne popolare come alternativa al BCS dopo che le stagioni 2003 e 2004 terminarono con delle controversie.
Le due semifinali ruotano i sei principali bowl: il Cotton Bowl, il Fiesta Bowl, l'Orange Bowl, il Peach Bowl, il Rose Bowl e lo Sugar Bowl. Oltre alle quattro squadre selezionate per i playoff, le classifiche finali CFP sono utilizzate per determinare i participanti ai quattro bowl rimanenti che non ospitano le semifinali quell'anno. Se il Rose e lo Sugar Bowl ospitano le semifinali (cosa che accade ogni tre anni), essi si disputano il primo giorno dell'anno (o il 2 gennaio se il 1º gennaio è di domenica). Negli altri anni essi sono previsti nel venerdì o sabato più vicino al 1º gennaio.
Lo stadio della finale è selezionato in base alle città che si sono candidate, in modo simile alle final four della pallacanestro.
Al vincitore della finale è assegnato il College Football Playoff National Championship Trophy. I dirigenti del CFP hanno commissionato un nuovo trofeo che non fosse connesso con i precedenti sistemi, come il "pallone di cristallo" della AFCA, che era stato regolarmente presentato dopo ogni finale dagli anni novanta.
Dal momento che la NCAA non organizza o premia un campione nazionale FBS (invece riconosce semplicemente le decisioni di uno qualsiasi dei maggiori selettori indipendenti), la nascita del CFP nel 2014 segna per la prima volta la nascita di un sistema a torneo per determinare il campione nazionale.
I College Football Playoff sono stati estesi a dodici squadre a partire dalla stagione 2024.

## Le finali
| Stagione | Campione            | Finalista           | Punteggio | Pubblico | Stadio                                           |
| -------- | ------------------- | ------------------- | --------- | -------- | ------------------------------------------------ |
| 2014–15  | 4 Ohio State (13–1) | 2 Oregon (13–1)     | 42-20     | 85.689   | AT&T Stadium, Arlington, Texas                   |
| 2015–16  | 2 Alabama (13–1)    | 1 Clemson (14–0)    | 45-40     | 75.765   | University of Phoenix Stadium, Glendale, Arizona |
| 2016–17  | 2 Clemson (13–1)    | 1 Alabama (14–0)    | 35-31     | 74.512   | Raymond James Stadium, Tampa, Florida            |
| 2017–18  | 4 Alabama (12–1)    | 3 Georgia (13–1)    | 26–23 DTS | 77.430   | Mercedes-Benz Stadium, Atlanta, Georgia          |
| 2018–19  | 2 Clemson (14–0)    | 1 Alabama (14–0)    | 44-16     | 74.814   | Levi's Stadium, Santa Clara, California          |
| 2019–20  | 1 LSU (14–0)        | 3 Clemson (14–0)    | 42-25     | 76.885   | Mercedes-Benz Superdome, New Orleans, Louisiana  |
| 2020–21  | 1 Alabama (12–0)    | 3 Ohio State (7–0)  | 52-24     | 14.900   | Hard Rock Stadium, Miami Gardens, Florida        |
| 2021–22  | 3 Georgia (13–1)    | 1 Alabama (13–1)    | 33-18     | 68.311   | Lucas Oil Stadium, Indianapolis, Indiana         |
| 2022–23  | 1 Georgia (14–0)    | 3 TCU (13–1)        | 65-7      | 72.628   | SoFi Stadium, Inglewood, California              |
| 2023–24  | 1 Michigan (14-0)   | 2 Washington (14-0) | 34-14     | 72.808   | NRG Stadium, Houston, Texas                      |
| 2024–25  | 6 Ohio State (14-2) | 5 Notre Dame (14-2) | 34-23     | 71.000   | Mercedes-Benz Stadium, Atlanta, Georgia          |
| 2025–26  |                     |                     |           |          | Hard Rock Stadium, Miami Gardens, Florida        |
| 2026–27  |                     |                     |           |          | Allegiant Stadium, Paradise, Nevada              |